# Уильямс, Джоди (блюзмен)
Джозеф Леон «Джоди» Уильямс (англ. Joseph Leon «Jody» Williams); 3 февраля 1935 года, Мобил, Алабама, США — 1 декабря 2018 года, Манстер, Индиана, США — американский блюзовый гитарист и певец. Лауреат Blues Music Awards в номинации «Альбом-возвращение» (2003), номинант Blues Music Awards в категориях «Альбом традиционного блюза» (2005), «Исполнитель традиционного блюза» (2005). Член Зала славы блюза (2013)  .

## Биография
Джоди Уильямс родился в Мобиле, Алабама, с пяти лет жил в Чикаго. Его первым инструментом была губная гармошка, которую он поменял на гитару, услышав игру Бо Диддли на шоу талантов, где они оба выступали. Мать Уильямса купила ему гитару «Она стоила 32,50 доллара, старый Silvertone с черным звукоснимателем» .  Диддли, будучи на семь лет старше его, взял Уильямса под свою опеку и научил его основам игры на гитаре. Сам Уильямс считает что наибольшее влияние на его стиль игры на гитаре оказали Би Би Кинг и Ти-Боун Уокер: «Честно говоря, я мог играть в стиле Би Би почти так же, как он. Я был одним из немногих, кто мог это делать» .
К 1951 году Уильямс и Диддли играли вместе на улице, причем Уильямс подпевал Диддли, а Рузвельт Джексон играл на бас-гитаре. Свою профессиональную карьеру Уильямс начал, когда его стали приглашать для выступлений такие музыканты, как Мемфис Минни, Элмор Джеймс и Отис Спэнн. После гастролей с блюзовым пианистом с Западного побережья Чарльзом Брауном, Уильямс стал домашним сессионным музыкантом лейбла Chess Records. В клубе Chess Уильямс познакомился с Хаулином Вулфом, недавно приехавшим в Чикаго из Мемфиса, штат Теннесси, и был приглашён Вулфом в качестве первого гитариста в его новой чикагской группе. Год спустя Хьюберт Самлин переехал в Чикаго и тоже присоединился к группе Вулфа. Две гитары Уильямса и Самлина звучали в синглах Хаулин Вулфа 1954 года «Baby How Long?»/«Evil Is Going On» и  «I’ll Be Around»/«Forty Four», а также в синглах 1955 года «Who Will Be Next»/«I Have A Little Girl»  и «Come to Me Baby»/«Don’t Mess With My Baby»  Уильямс также участвовал в записи альбома Отиса Спэнна 1954 года «It Must Have Been the Devil», в котором на соло-гитаре играл Би Би Кинг, один из ранних кумиров Уильямса и оказавший большое влияние на его творчество. 
Вскоре Джоди Уильямс стал очень востребованным сессионным музыкантом, в период со второй половины 1950-х до конца 1960-х его гитару можно услышать на релизах таких мастеров блюза, как Билли Бой Арнольд, Сонни Бой Уильямсон II, Отис Раш, Бо Диддли, Вилли Диксон, Флойд Диксон, Джимми Роджерс, Бадди Морроу. Его виртуозность в качестве сессионника хорошо иллюстрирует его блестящая игра на соло-гитаре в песне Бо Диддли «Who Do You Love?», которая стала хитом Checker Records в 1956 году. Рок-музыкант Маршалл Креншоу назвал гитарное соло Уильямса в «Who Do You Love» одним из величайших гитарных соло, когда-либо записанных. В то же время он выступал в клубах едва ли не со всеми звёздами чикагского блюза того времени: Джуниором Уэллсом, Эрлом Хукером, Мадди Уотерсом, Джоном Ли Хукером, Хаунд Дог Тейлором, Джимми Ридом, Мэджиком Сэмом .  
Сольная карьера Уильямса началась в декабре 1955 года с сингла «Looking For My Baby» / «Easy Lovin'» выпущенной под именем Little Papa Joe компанией Blue Lake Records. Звукозаписывающая компания закрылась несколько месяцев спустя, и запись его игры на слайд-гитаре в песне «Groan My Blues Away» так и не была выпущена. В 1957 году Уильямс выпустил сингл «You May»/«Lucky Lou» на лейбле Argo Records с изобретательной инструментальной композицией «Lucky Lou» на стороне B, необычный вступительный рифф которой Отис Раш скопировал на своей пластинке 1958 года  All Your Love (I Miss Loving). Ещё одним доказательством влияния Уильямса на Раша (они играли вместе на нескольких сессиях) является соло Раша на дебютном альбоме Бадди Гая 1958 года Sit and Cry (The Blues), которое было практически полностью скопировано с «You May» Уильямса. До середины 1960-х Уильямс выпустил ещё несколько синглов, но его разочарование в музыкальном бизнесе росло, к чему привела частота, с которой Уильямс обнаруживал, что его характерные гитарные фразы копируются без указания источника. Когда характерный рифф, который он создал для альбома Билли Стюарта Billy's Blues 1956 года был скопирован Микки Бейкером для хита Mickey & Sylvia «Love Is Strange», которая возглавила чарты в конце 1950-х, позже прозвучала в фильме «Грязные танцы» и даже попала в Зал славы «Грэмми», Chess Records обратилась в суд, но Уильямс не получил ни признания, ни компенсации. С 1958 и до 1962 года Уильям состоял на военной службе, служил в Германии в Дахау  . После возвращения Уильямс зарабатывал на жизнь концертами со своим Big 3 Trio, но в 1964 году он окончательно ушел из музыкальной индустрии. Как сказал впоследствии Уильямс «Похоже, что каждый раз, когда я пишу песню, её крадут и продают больше миллиона пластинок. А потом ещё около десяти человек её записывают. Знаете, мне от этого неловко» . Он поступил в университет, изучал электронику и в конечном итоге стал техническим инженером в компании Xerox, где проработал более 25 лет до марта 1994 года. С 1995 года работал техником по банкоматам, и продолжал им работать до 2011 года .  
Только в 2000 году Уильямс снова задумался о том, чтобы взять в руки гитару, которая всё это время пылилась под кроватью; более того, все эти годы он вообще не слушал блюз. В марте 2000 года он посетил выступление своего старого друга Роберта Локвуда-младшего и испытав ностальгию по тем временам, когда он был музыкантом, взял снова в руки гитару: «…когда я послушал [свои] записи, я подумал: „ Звучит довольно хорошо“. И от прослушивания у меня на глаза навернулись слёзы, правда. Я начал жалеть, что зря бросил гитару. Мне было стыдно, потому что я не знал, что мы звучим так хорошо» . Он вернулся к игре на публике в июне 2000 года, когда он выступил на клубном концерте во время Чикагского блюзового фестиваля 2000 года. Продюсер Дик Шурман поддержал Уиляьмса и  продюсировал его альбом-возвращение Return of a Legend, на котором смелая игра Уильямса никак не сходится с тридцатилетнем перерывом в музыке. «Он играет с энергией и мощью, которые звучат сегодня так же хорошо, как и на классических пластинках», — писал журнал Vintage Guitar. С этим альбомом Уиляьмс ожидаемо стал лауреатом Blues Music Awards в номинации «Альбом-возвращение». В 2004 году Уильямс выпустил свой второй альбом You Left Me In the Dark, с которым номинировался на звание лучшего исполнителя традиционного блюза, а альбом на звание лучшего альбома традиционного блюза.
Уильямс продолжал выступать по всему миру, включая Европу, Японию, Австралию до 2014 года, в основном на крупных блюзовых фестивалях и часто выступал вместе с блюзовым гитаристом Билли Флинном в клубах Чикаго. Позже плохое здоровье помешало ему заниматься музыкальной деятельностью.
Джоди Уильямс умер от рака в гостинице Munster Med Inn в Манстере, штат Индиана, 1 декабря 2018 года. Он жил в соседнем Сент-Джоне, штат Индиана, оставил после себя жену, двух дочерей, двух сыновей и несколько внуков. 
«Уильямс был известен своим изобретательным выбором аккордов, характеризующимся повышенными квинтами, а также малыми секстами и малыми септаккордами с пониженными квинтами. Обычно он играл в необычной открытой настройке E, которой его первоначально научил Бо Диддли» 
«Один из последних и самых успешных исполнителей золотой эры чикагского блюза 50-х, Уильямс был известен своим мгновенно узнаваемым, пронзительным гитарным тоном, острым вибрато и чувственностью, которая твёрдо стояла на блюзе дорожных закусочных, изысканном джазовом стиле Западного побережья и даже винтажном рокабилли, а также на мощном вокале и продуманном авторским мастерством» .

## Дискография

### Альбомы
- 2002: Return of a Legend (Evidence Music)
- 2004: You Left Me In the Dark (Evidence)
- 2018: In Session: Diary of a Chicago Bluesman 1954–1962 (Jasmine Records)

### Синглы
- 1956: «Looking For My Baby» / «Easy Lovin'» (Blue Lake) (как Little Papa Joe)
- 1957: «You May» / «Lucky Lou» (i) (Argo Records) (как Little Joe Lee)
- 1962: «Lonely Without You» / «Moanin' For Molasses» (i) (Nike)
- 1963: «Hideout» (i) / «Moanin' For Molasses» (i) (Smash Records)
- 1963: «Time For A Change» / «Lonely Without You» (Jive J-1004)
- 1964: «Time For A Change» / «Lonely Without You» (Yulando R-133-8665)